# Bellegarde-Poussieu
Bellegarde-Poussieu este o comună în departamentul Isère din sud-estul Franței. În 2009 avea o populație de 919 de locuitori.

## Evoluția populației
| An        | 1975 | 1982 | 1990 | 1999 | 2006 | 2009 |
| --------- | ---- | ---- | ---- | ---- | ---- | ---- |
| Populație | 560  | 616  | 699  | 851  | 908  | 919  |